# Siinteekot-kiiyaahaang
Siinteekot-kiiyaahaang (Siintkot-kiiyaahaang), nazivani i South Fork Eel River i Jackson Valley banda, jedna su od bandi Kato Indijanaca, porodice Athapaskan, s Little Charlie Creeka pa na jug negdje do Branscomba u sjeverozapadnoj Kaliforniji. 
Ova banda imala je tri sela:  K'ishtaakashbii' , "Alder Falls in the Water Valley";  Tl'olhgaichii' , "White Grass Creek-mouth" ili Redwood Creek village; i  Tl'ohtoo'tcchii' , "Prairie Water Creek-mouth" ili Little Charlie Creek village.

## Vanjske poveznice
- Cahto Band Names